# 达明·马什
达明·马什（英語：Damien Marsh，1971年3月28日—），澳大利亚男子田径运动员。他曾代表澳大利亚参加1994年和1998年英联邦运动会田径比赛，其中1994年英联邦运动会获得一枚银牌。